# Мулаццо
Мулаццо (итал. Mulazzo) — коммуна в Италии, располагается в регионе Тоскана, в провинции Масса-Каррара.
Население составляет 2567 человек (2008 г.), плотность населения составляет 41 чел./км². Занимает площадь 62 км². Почтовый индекс — 54026. Телефонный код — 0187.
Покровителем коммуны почитается святой Мартин Турский, празднование 11 ноября.

## Демография
Динамика населения:

## Администрация коммуны
- Официальный сайт: http://www.comunemulazzo.ms.it/